# PUBLIC (CP/J)
PUBLIC – polecenie nierezydentne systemu CP/J, zlecające nadanie określonemu plikowi atrybutów SYS i R/O.
Dyrektywa ta ma następującą postać:
PUBLIC [X:]nazwa jednoznacznanadanie konkretnemu, pojedynczemu plikowi, z bieżącego katalogu lub (jeżeli podano) z napędu X:, atrybutów SYS i R/O
Powyższe atrybuty określają warunki dostępu do pliku:
SYSplik systemowy, nazwa takiego pliku nie jest wyświetlana na liście katalogu dyskietki
R/Oplik tylko do odczytu, można taki plik kopiować, drukować bądź wyświetlać, lecz nie można go usunąć bądź modyfikować.